# Vodni grad
Vodni grad je nižinski grad ali veličasten dom, ki je v celoti obkrožen z jarki napolnjenimi z vodo (angl. moated castle) ali naravnimi vodnimi telesi: kot otoški gradovi na reki ali jezeru.

## Opis
Topografsko je vodni grad vrsta nižinskih gradov. Izraz se v glavnem uporablja v evropskih jezikovnih virih (nemško Wasserburg ali Wasseschloss, angl. Water castle). Forde-Johnson ga opisuje kot »grad, pri katerem ima voda pomembno vlogo v obrambi«.

Obstaja razlika med:
- Vodnimi gradovi, ki so zaščiteni z umetnimi z vodo napolnjenimi jarki ali ribniki (umetna obramba), tj. grad z grajskim jarkom
- Vodni gradovi, katerim je osnovni način zaščite vodotok ali ki stoji na otoku v jezeru ali naravnem ribniku (naravni obrambni sistem). Otoški gradovi so tak primer.

V vseh primerih je voda uporabljena kot obramba, ki ovira napadalca. Razen tega med obleganjem ni bilo težav s preskrbo z vodo. Taki gradovi so imeli običajno le en vhod, kar prek dvižnega mostu, ki so ga dvignili v primeru napada. Nekaterih vodni gradovi so imeli trdnjavi podoben značaj.

## Zapuščina
Marsikje v Srednji Evropi so gradovi spremenili svojo obrambno vlogo ali pa so bili spremenjeni v teku časa predvsem v reprezentančne in stanovanjske stavbe. Značilni jarki so tako izgubili osnovne varnostne funkcije, vendar so bili v nekaterih primerih ohranjeni kot na element krajine. Danes so v krogih, ki skrbijo za ohranjanje spomenikov, pogosto opisani kot obremenjujoča, draga »zgodovinska zapuščina« zaradi poškodb zaradi vode, ki jo ta povzroča na njihovih temeljih. Zato so mnogi jarki okrog gradov v Nemčiji izsušeni ali redkeje, napolnjeni, še posebej od leta 1960-ih.

## Primeri

### Baltik
- Āraiši (Arrasch)
- Grad Trakai

### Belgija
- Grad Wijnendale

### Češka
- Grad Blatná
- Grad Červená Lhota
- Grad Švihov

### Danska
- Grad Egeskov
- Grad Spøttrup

### Nemčija
| Baden-Württemberg - Grad Bad Rappenau - Grad Inzlingen | Bavarska - Brennhausen - Irmelshausen - Sulzfeld, Rhön-Grabfeld - Grad Mespelbrunn | Berlin - Palača Köpenick - Citadela Spandau | Brandenburg - Grad Plattenburg v Prignitzu | Bremen - Grad Blomendal - Palača Schönebeck | Hamburg - Palača Bergedorf |

| Hessen - Grad Friedewald v Friedewaldu - Palača Fürstenau blizu Steinbacha | Spodnja Saška - Grad Fallersleben - Grad Hülsede - Grad Lütetsburg - Grad Osterburg (Groothusen) - Grad Schelenburg - Grad Wendhausen - Grad Wolfsburg | Mecklenburg - Predpomorjanska - Grad Schwerin | Severno Porenje - Vestfalija - Hiša Benrath v Düsseldorfu - Grad Gimborn - Hiša Kemnade v Bochumu - Grad Morsbroich v Leverkusenu - Grad Moyland v Bedburg-Hau | - Palača Nordkirchen - Palača Rheydt - Palača Dyck - Grad Vischering - Grad Wilkinghege v Münstru - Grad Wittringen v Gladbecku |

| Porenje - Pfalško - Alte Burg (Boppard) - Alte Burg (Koblenz) | Saarland - Gustavsburg v Homburgu - Grad Kerpen blizu Illingena]] | Saška - Grad Moritzburg - Grad Hainewalde | Saška - Anhalt - Grad Calvörde - Grad Köthen - Grad Reinharz | Schleswig - Holstein - Grad Eutin - Grad Glücksburg | Turingija - Grad Kapellendorf |

### Italija
- Grad Estense
- Grad Scaligero (Sirmione)
- [Arsenal, Benetke]]

### Japonska
- Grad Imabari
- Grad Nakatsu
- Grad Takamatsu

### Netherlands
- Grad Cannenburgh
- Grad Hoensbroek
- Muiderslot
- Loevestein
- Grad Ammersoyen
- Kasteel Radboud
- Grad Brederode

### Portugalska
- Stolp Belém

### Slovenija
- Grad Otočec
- Grad Kočevje
- Grad Kostanjevica

### Švedska
| - Trdnjava Älvsborg - Bollerup - Grad Dybäck - Grad Ellinge - Grad Gåsevadholm - Grad Gripsholm - Grad Häckeberga | - Grad Hjularyd - Kalmarski grad - Grad Krageholm - Grad Krapperup - Grad Kronoberg - Grad Kulla Gunnarstorp - Citadela Landskrona - Grad Malmö | - Grad Maltesholm - Grad Örebro - Grad Örup - Grad Osbyholm - Grad Skabersjö - Grad Stegeborg - Palača Strömsholm - Grad Tosterup | - Grad Trolle-Ljungby - Grad Trolleholm - Vadstenski grad - Trdnjava Vaxholm - Grad Vegeholm - Grad Vibyholm - Grad Viderup - Grad Vittskövle |

### Združeno kraljestvo
| Anglija - Grad Bodiam - Grad Herstmonceux - Grad Leeds | Škotska - Grad Caerlaverock - Grad Stalker - Eilean Donan | Wales - Grad Caerphilly - Grad Beaumaris |

- Grad Caerlaverock
- Caerphilly
- Grad Cannenburgh
- Grad Imabari